# Classe (navio)
Uma classe de navios identifica embarcações construídas com os mesmos planos, embora possam apresentar variações de um navio para outro. Os navios de uma mesma classe são chamados navios-irmãos ou gêmeos.

## Origem
O aparecimento da classe de navios, é uma consequência da evolução da indústria naval, isto ajudou a padronizar a produção, e permitiu a construção de subcomponentes que podem ser fabricadas fora do estaleiro.
O processo foi iniciado durante a Segunda Guerra Mundial, com a produção em massa de navios para a guerra. A Classe Liberty, com 2 751 embarcações construídas, é o melhor exemplo.